# Fonds Podiumkunsten
Het Fonds Podiumkunsten is een cultuurfonds voor muziek, muziektheater, dans, theater en festivals in Nederland. Het Fonds geeft namens de Rijksoverheid ondersteuning aan alle vormen van professionele podiumkunsten en heeft een budget van 62 miljoen euro. Het Fonds Podiumkunsten heeft diverse meerjarige, programmerings-, productie- en individuele subsidies. De regelingen zijn gericht op makers in diverse stadia van hun professionele loopbaan, collectieven van makers, gezelschappen, ensembles, podia en festivals. Daarnaast voert het Fonds programma’s uit op het gebied van internationalisering. Ook kent het prijzen toe aan toneelschrijvers, musici en componisten.

## Geschiedenis
Het Fonds podiumkunsten bestaat sinds 1 november 2007. In dat jaar fuseerden het Fonds voor de Scheppende Toonkunst (FST), het Fonds voor Podiumprogrammering en Marketing (FPPM) en het Fonds voor Amateurkunst en Podiumkunsten (FAPK). Dit fusiefonds heette tot 1 februari 2010 het 'Nederlands Fonds voor de Podiumkunsten+' (NFPK). Sinds 1 februari 2010 is het simpelweg 'Fonds Podiumkunsten'. Het Fonds Podiumkunsten wordt gefinancierd door het Ministerie van Onderwijs, Cultuur en Wetenschappen.

## Missie
Het Fonds Podiumkunsten streeft naar een professionele podiumkunstsector die zoveel mogelijk verschillende mensen aanspreekt, raakt én midden in de samenleving staat. Met subsidieregelingen, (internationale) programma’s, prijzen en andere activiteiten draagt het Fonds bij aan een kwalitatief goed en veelzijdig podiumkunstenaanbod en aan een zo groot mogelijk maatschappelijk bereik daarvan. Het aanbod van het Fonds Podiumkunsten is complementair aan dat van de landelijke culturele Basisinfrastructuur (BIS).

## Bestuur
Viktorien van Hulst is sinds 1 juli 2021 directeur-bestuurder van het Fonds Podiumkunsten. Een Raad van Toezicht ziet toe op het werk van het Fonds.

## Subsidieregelingen en initiatieven
Het Fonds keert subsidies uit via regelingen en programma’s in de categorieën Tekst en compositie, Maken en produceren, Programmering podia en festivals, Internationalisering, Covid-19 en overig. Daarnaast zijn er Fondsinitiatieven, zoals het internationale ontwikkelingsprogramma Fast Forward en de toekenning van een aantal prijzen.
De meeste subsidies kunnen op gezette tijden in het jaar worden aangevraagd (rondes), andere doorlopend. Eens per vier jaar worden meerjarige subsidies verstrekt. In 2020 kon worden aangevraagd voor meerjarige productiesubsidie en meerjarige festivalsubsidie voor de periode 2021-2024. In 2020 en 2021 was daarnaast een aantal subsidies beschikbaar in verband met de Covid-19-crisis.

## Prijzen
Het Fonds Podiumkunsten is verantwoordelijk voor de uitreiking van vier prijzen voor toneelschrijvers, musici en componisten.
- Nederlandse Muziekprijs De Nederlandse Muziekprijs is de hoogste onderscheiding die het Fonds namens de minister van OCW toekent aan een jonge musicus, werkzaam in de klassieke muziek.
- Matthijs Vermeulenprijs  De Matthijs Vermeulenprijs is de belangrijkste Nederlandse compositieprijs, vernoemd naar de in 1967 overleden componist Matthijs Vermeulen. Deze prijs, ter waarde van 20.000 euro, wordt tweejaarlijks beschikbaar gesteld door het Fonds aan een Nederlands componist die een bijzonder werk heeft gecomponeerd op het terrein van de hedendaagse muziek.
- Toneelschrijfprijs  De Toneelschrijfprijs heeft als doel de Nederlandstalige toneelschrijfkunst en de opvoering van Nederlandstalig toneelwerk te stimuleren. De Toneelschrijfprijs is een initiatief van de Taalunie en wordt sinds 2018 beheerd door het Nederlands Letterenfonds, het Vlaams Fonds voor de Letteren en het Fonds Podiumkunsten.
- Boy Edgar Prijs  De Boy Edgar Prijs is de belangrijkste Nederlandse prijs voor jazzmuziek. De prijs wordt jaarlijks uitgereikt aan een musicus die een waardevolle bijdrage heeft geleverd aan de Nederlandse jazz- en geïmproviseerde muziekscene. Per 30 april 2021 is de Boy Edgar Prijs, op initiatief van Stichting Boy Edgar Prijs, ondergebracht bij het Fonds Podiumkunsten.